# Asesinato de Hailey Owens
Hailey Marie Owens (Springfield, Misuri; 18 de agosto de 2003 - ib., 18 de febrero de 2014) fue una niña estadounidense de diez años que fue secuestrada, violada y asesinada por Craig Wood, de 45 años, el 18 de febrero de 2014. El asesinato llamó la atención a nivel nacional. Su familia y amigos  abogaron por mejoras en el sistema de Alerta AMBER del estado, lo que finalmente condujo a la aprobación en 2019 de la Ley HAILEY, que faculta a los agentes de la ley a emitir alertas más rápidamente y a incluir una URL con cada alerta AMBER.

## Antecedentes
Era hija de Stacey Barfield y Ryan Owens, oriundos de Springfield (Misuri). Cursaba cuarto curso en la escuela primaria de Westport en el momento de su muerte. En una entrevista de prensa, la madre de Hailey dijo que disfrutaba ayudándola a hacer de canguro y que le encantaban los niños pequeños. Su madre también declaró que siempre estaba sonriendo, riendo y dispuesta a ayudar a cualquiera en lo que pudiera.

## Secuestro, violación y asesinato
Alrededor de las 17 horas del martes 18 de febrero de 2014, Hailey estaba caminando a su domicilio desde la casa de una amiga cuando un hombre en una camioneta se detuvo junto a ella, la llamó y le preguntó por direcciones. Cuando se acercó a él, la agarró, la metió en su vehículo y se marchó de la escena a toda velocidad. Michelle y Carlos Edwards estaban hablando en su garaje cuando vieron detenerse una camioneta Ford Ranger dorada, cuyo conductor agarró a Hailey. Michelle anotó el número de matrícula, y Carlos corrió tras la camioneta mientras otro vecino se subía a un vehículo y la seguía hasta que la camioneta lo eludió.
Mientras Michelle llamaba al 911, Carlos llamaba a las puertas intentando encontrar a los padres de la niña, según la solicitud de orden de registro. Describió a la niña a un chico que dijo que sonaba como su hermana y llevó a Carlos a su casa para hablar con su madre. El número de matrícula condujo a la policía hasta Jim y Regina Wood, que les informaron de que su hijo Craig Wood era el conductor principal de ese vehículo.
El cuerpo de Hailey fue encontrado en la casa de Craig Michael Wood en Springfield. Estaba dentro de dos bolsas de basura dentro de contenedores de plástico en el sótano de la casa. Había sido violada y tenía un disparo en la nuca. Había marcas en sus muñecas que indicaban que, en algún momento, había estado atada. Hay imágenes de vídeo de Wood deshaciéndose de la ropa de Hailey en un contenedor de basura. También hay imágenes de él comprando dos botellas de lejía y líquido desatascador de tuberías en dos viajes distintos.

## Autoría
El sospechoso del asesinato fue Craig Michael Wood (nacido el 25 de marzo de 1968), que tenía 49 años en el momento de su condena. Wood trabajó una vez en Springfield como asistente de maestro y trabajó durante 16 años como entrenador de fútbol escolar en la escuela Pleasant View Middle School. También trabajó allí supervisando suspensiones y como ayudante de profesor y profesor sustituto.
La policía encontró más de una docena de armas de fuego en su casa, así como pornografía infantil. Al registrar la cómoda de un dormitorio de la casa de Wood, descubrieron historias sobre fantasías sexuales. Dos de estos relatos manuscritos se referían a niñas de 13 años. También se encontraron cuatro fotografías de alumnas del colegio en el que trabajaba Wood.
Wood tenía antecedentes penales. En 1990, se declaró culpable y se le impuso una multa de 100 dólares por posesión de una sustancia controlada. En 2001, fue condenado por el delito menor de robo de fauna silvestre.
Los amigos de Wood afirman que nunca se casó ni tuvo hijos y que era músico aficionado de bluegrass.

## Juicio y veredicto
El juicio de Wood comenzó el 30 de octubre de 2017, y los fiscales tenían la intención de solicitar la pena de muerte, en contra de los deseos de la familia de la víctima. La defensa fue que los crímenes fueron cometidos por Wood, pero no fueron premeditados.
El 2 de noviembre de ese año, el jurado declaró a Wood culpable de asesinato en primer grado. El mismo jurado no pudo acordar un veredicto unánime para la pena de muerte para Wood, dejando al juez la decisión sobre la sentencia.
El 11 de enero de 2018, el juez Thomas Mountjoy sentenció a Craig Wood a muerte por inyección letal. A pesar de oponerse a la decisión del estado de solicitar la pena de muerte en lugar de aceptar el acuerdo de culpabilidad de Wood de cadena perpetua sin libertad condicional, la madre de Owens, Stacy Herman, expresó su apoyo a la sentencia de muerte de Wood después del juicio, afirmando que Wood "tenía lo que se merecía".

## Reacciones
Pocos días después del secuestro de Hailey Owens se organizó una vigilia con velas. Miles de personas marcharon por la ciudad, terminando en una pasarela decorada con luces moradas, el color favorito de Hailey.
La familia de Hailey Owens, a la que se unió la familia de Craig Wood, abogó por una Ley HAILEY, que consolidaría los sistemas en los que se emite una Alerta AMBER, lo que permitiría que la policía local emitiera una alerta más rápido. Después de casi 5 años y medio, la ley fue aprobada en 2019 y firmada por el gobernador Mike Parson en julio. La ley entró en vigor el 28 de agosto de 2019.